# Кицхабер, Джон Альберт
Джон Альберт Кицхабер (англ. John Albert Kitzhaber; род. 5 марта 1947, Колфакс, штат Вашингтон, США) — американский политический деятель, врач, губернатор Орегона (1995—2003 и 2011—2015).

## Биография
Окончил среднюю школу в Юджине (1965), Дартмутский колледж (1969), Орегонский университет (1973).
Занимался врачебной практикой в больнице скорой помощи в Розберге, Орегон (1973—1986).
Начал карьеру в политике как член Палаты Представителей штата Орегон (1979—1981). В 1980 был избран сенатором штата Орегон. В сенате штата он прослужил три срока с 1981 до 1993, являясь председателем сената с 1985 до 1993.
Кицхабер был главным автором программы медицинского страхования Орегона. В то время этот закон противоречил федеральному законодательству. После того как Президент Билл Клинтон одобрил план, Орегон стал лидером в области реформы медицинского страхования.
Кицхабер был 35-м губернатором штата Орегон и проработал на этой должности два срока (1995—2003). По конституции штата он не смог выставить свою кандидатуру ещё раз на выборах 2004 года.
В перерыве между деятельностью на посту губернатора и выборами 2010 года Кицхабер принимал участие в деятельности нескольких некоммерческих социальных организаций.
Победил на выборах губернатора Орегона в 2010 году и с 10 января 2011 года снова возглавит штат.
Состоял в браке с Шерон Лакруа с 1995 до 2003 года. От этого брака имеет сына Логана (род. в 1997).
14 февраля 2015 года подал в отставку после обвинения в конфликте интересов из-за работы его невесты Сильвии Хейз.